# Kąty (Brzezówka)
Kąty – część wsi Brzezówka w Polsce, położona w województwie małopolskim, w powiecie dąbrowskim, w gminie Szczucin.
W latach 1975–1998 Kąty należały administracyjnie do województwa tarnowskiego.